# Kennedy Ochieng
Kennedy Ochieng, född den 30 december 1971, är en kenyansk före detta friidrottare som tävlade i kortdistanslöpning.
Ochieng tävlade huvudsakligen på 400 meter och var i VM-final vid VM 1993 i Stuttgart där han slutade på åttonde plats. Han vann guld vid Afrikanska mästerskapen i friidrott 1993 och vid allafrikanska spelen 1999. 
Han ingick i Kenyas stafettlag på 4 x 400 meter som blev silvermedaljörer vid VM 1993 efter USA.

## Personliga rekord
- 400 meter - 44,77 från 1999